# 麥多維／中央大道站
麥多維/中央大道站（英語：McDowell/Central Avenue station），是一個位於美國亞利桑那州鳳凰城鳳凰城輕鐵的車站。

## 鄰近地標
- 鳳凰城藝術博物館 (Phoenix Art Museum)
- 保頓·巴爾中央圖書館 (Burton Barr Central Library)
- 瑪嘉烈·T·漢斯公園 (Margaret T. Hance Park)，通常被稱為甲板公園 (Deck Park)
- 亞利桑那科學學院 (Arizona Academy of Science)
- 崴雅德企業中心 (Viad Corporate Center)
- 亞利桑那街車博物館 (Arizona Street Railway Museum)
- 中央聯合衛理公會教堂 (Central United Methodist Church)

## 站內藝術
鳳凰城輕鐵的每一個車站內都會加入一些藝術元素。在此站內，藝術家Michael Maglich為站內提供了17個銅做的書本雕刻。雕刻是宣揚設立於該區的保頓·巴爾中央圖書館，和該區深厚的文化根底。

## 接駁交通

### 巴士
- 0號
- 17號
- 512號 (特快)
- 570號 (特快)
- 582號 (特快)
- 590號 (特快)

## 外部連結
- 輕鐵／鳳凰城市路線圖 （英文）